# Важка атлетика на літніх Олімпійських іграх 1976
Змагання з важкої атлетики на літніх Олімпійських іграх 1976 тривали з 18 до 27 липня на Сент-Майкл-Арені. Змагалися тільки чоловіки. Розіграно 9 комплектів нагород. Після Ігор 1972 з програми прибрали вивагу через розбіжності в оцінюванні правильного виконання. На цій Олімпіаді важкоатлетів уперше почали тестувати на анаболічні стероїди.

## Медальний залік
| Дисципліни   | Золото                    | Срібло                       | Бронза                      |
| ------------ | ------------------------- | ---------------------------- | --------------------------- |
| 52 kg        | Олександр Воронін · СРСР  | Дьордь Кесегі · Угорщина     | Мохаммад Насірі · Іран      |
| До 56 кг     | Нораїр Нурікян · Болгарія | Ґжеґож Чура · Польща         | Кенкічі Андо · Японія       |
| До 60 кг     | Микола Колесников · СРСР  | Георгі Тодоров · Болгарія    | Кадзумаса Хіраї · Японія    |
| До 67,5 кг   | Петро Король · СРСР       | Даніель Сене · Франція       | Казімеж Чарнецький · Польща |
| До 75 кг     | Йордан Митков · Болгарія  | Вардан Мілітосян · СРСР      | Петер Венцель · НДР         |
| До 82,5 кг   | Валерій Шарій · СРСР      | Трендафил Стойчев · Болгарія | Петер Бачако · Угорщина     |
| До 90 кг     | Давид Рігерт · СРСР       | Лі Джеймс · США              | Атанас Шопов · Болгарія     |
| До 110 кг    | Юрій Зайцев · СРСР        | Кристю Семерджиєв · Болгарія | Тадеуш Рутковський · Польща |
| Понад 110 кг | Василь Алексєєв · СРСР    | Ґерд Бонк · НДР              | Гельмут Лош · НДР           |

Початково поляк Збіґнев Качмарек здобув перемогу в категорії до 67,5 кг, болгарин Валентин Христов виграв у категорії до 110 кг, а його співвітчизник Благой Благоєв здобув срібло в категорії до 82,5 кг. Утім їх позбавили нагород через виявлені анаболічні стероїди.

## Таблиця медалей
| Місце               | Країна              | Золото | Срібло | Бронза | Загалом |
| ------------------- | ------------------- | ------ | ------ | ------ | ------- |
| 1                   | СРСР (URS)          | 7      | 1      | 0      | 8       |
| 2                   | Болгарія (BUL)      | 2      | 3      | 1      | 6       |
| 3                   | НДР (GDR)           | 0      | 1      | 2      | 3       |
| 3                   | Польща (POL)        | 0      | 1      | 2      | 3       |
| 5                   | Угорщина (HUN)      | 0      | 1      | 1      | 2       |
| 6                   | США (USA)           | 0      | 1      | 0      | 1       |
| 6                   | Франція (FRA)       | 0      | 1      | 0      | 1       |
| 8                   | Японія (JPN)        | 0      | 0      | 2      | 2       |
| 9                   | Іран (IRI)          | 0      | 0      | 1      | 1       |
| Загалом (9 збірних) | Загалом (9 збірних) | 9      | 9      | 9      | 27      |